# Liu Yifei
Liu Yifei, även känd som Crystal Liu, tidigare Liu Ximeizi, ursprungligen An Feng, född 25 augusti 1987 i Wuhan i Hubei, Kina, är en kinesisk-amerikansk skådespelerska, sångerska och modell. Hon är allmänt känd som Fairy Sister i underhållningsindustrin. Hon spelade Mulan i Walt Disney Companys film Mulan.

## Biografi
Liu växte upp som ensambarn. Hennes far An Shaokang var förstesekreterare vid den kinesiska ambassaden i Frankrike och även franskspråkig universitetslärare, medan hennes mor Liu Xiaoli var dansare och scenartist. Föräldrarna skilde sig när hon var tio år gammal och hon uppfostrades därefter enbart av sin mor. Samma år antog hon sin mors släktnamn.
År 1997, när Liu var tio år, emigrerade hon och hennes mor till USA. Hon bodde sedan i Queens i New York. År 2002, efter att ha tillbringat de fem år som krävdes för att få amerikanskt medborgarskap, återvände hon till Kina för att bli skådespelare och bytte namn igen, till "Liu Yifei". Vid 15 års ålder accepterades Liu till Pekings filmhögskola och tog examen därifrån 2006.

## Kontrovers
I en intervju med tidningen Variety vid premiären av Mulan den 10 mars 2020 beskrev Liu sig själv som "asiatisk" istället för "kinesisk", vilket orsakade ilska bland kinesiska nätanvändare, som anklagade henne för att glömma sina rötter och hotade att bojkotta filmen. Yifei skrev i augusti 2019 på Sina Weibo att hon stöttade polisens våld i samband med protesterna i Hongkong. ”Jag stöttar Hongkongpolisen. Ni kan slå till mig nu” och ”Vilken skam för Hongkong” skrev hon. Snart efteråt började hashtaggen #BoycottMulan att trenda på twitter. 

## Film
- 2002: The Story of a Noble Family (TV)
- 2003: Demi-Gods and Semi-Devils (TV)
- 2004: Love of May
- 2004: The Love Winner
- 2005: Chinese Paladin (TV)
- 2006: The Return of the Condor Heroes (TV)
- 2006: Abao's Story
- 2008: The Forbidden Kingdom
- 2010: Love In Disguise
- 2011: White Vengeance
- 2011: A Chinese Ghost Story
- 2012: The Four
- 2012: Assassins
- 2013: The Four II
- 2014: The Four III
- 2014: Outcast
- 2015: The Third Way of Love
- 2015: Night Peacock
- 2016: So Young 2: Never Gone
- 2017:The Chinese Widow
- 2017: Hanson and the Beast
- 2017: Once Upon a Time
- 2020: Mulan